# Drino facialis
Drino facialis là một loài ruồi trong họ Tachinidae.